# Клинтон-роуд

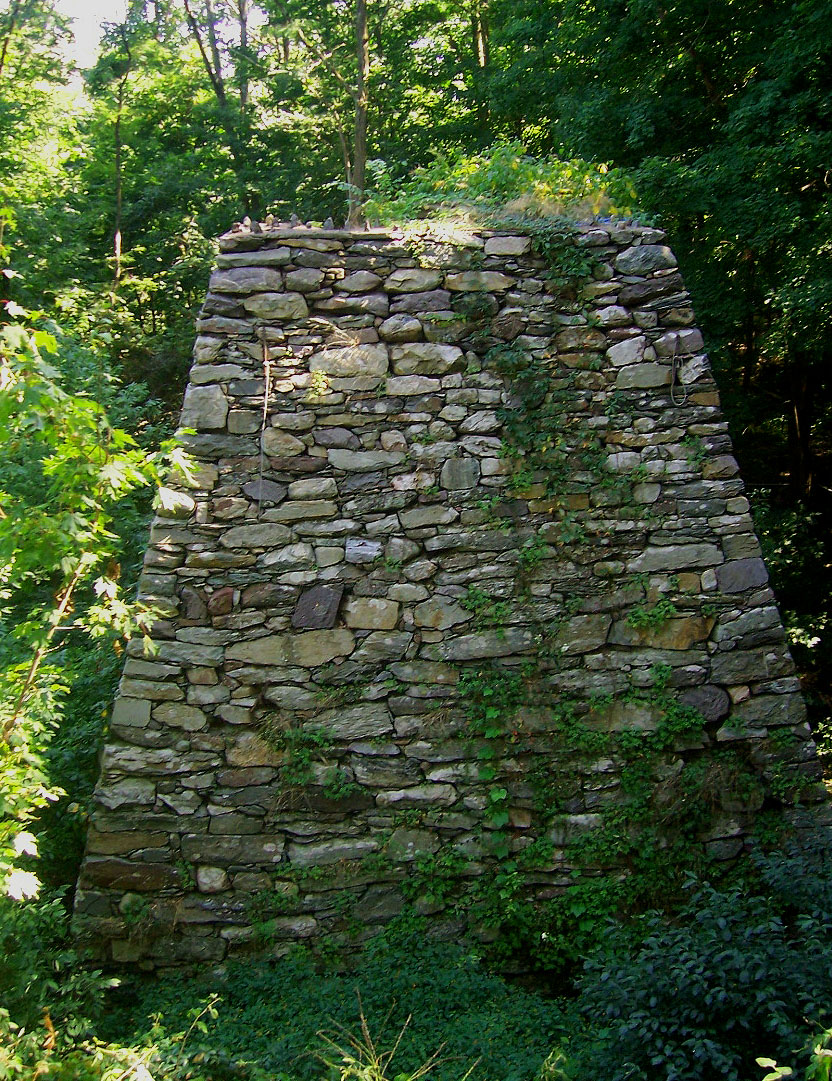
Плавильня XVIII века, ошибочно принимаемая многими за друидский храм.

Клинтон-роуд (англ. Clinton Road, рус. Дорога Клинтона) — дорога в западной части тауншипа Уэст-Милфорд, округ Пассейик, штат Нью-Джерси, США.

## Описание
Длина — 15 километров, направление — с юго-юго-запада на северо-северо-восток от англ. New Jersey Route 23 близ поселения Ньюфаундленд (41°03′16″ с. ш. 74°27′08″ з. д.) до озера Аппер-Гринвуд (41°09′51″ с. ш. 74°23′30″ з. д.). Название дороге было дано в честь ныне исчезнувшего поселения Клинтон, через которое Клинтон-роуд когда-то проходила.
Вдоль Клинтон-роуд практически нет домов, сама она представляет собой узкую двухполосную (по одной в каждую сторону) дорогу с плохим асфальтом и несколькими опасными поворотами, соединяющую малонаселённые местности, а потому практически пустую в любое время суток. С обеих сторон к дороге почти на всём её протяжении вплотную подступает лес. В ожидании выезда с Клинтон-роуд на главную дорогу Route 23 у светофоров можно провести до 5 минут 33 секунд — это, возможно, самый долгий светофор в стране.
На обочине дороги стоит каменное конусовидное сооружение. Многие принимают его за друидский храм, но на самом деле это обычная плавильня, построенная в XVIII веке и заброшенная во второй половине 1860-х годов. В 1976 году это сооружение было внесено в Национальный реестр исторических мест США под названием англ. Clinton Furnace и ныне обнесено забором, чтобы предотвратить туда доступ любопытствующих.

## Городские легенды
Дорога и прилегающие к ней территории известны уже на протяжении многих лет как место, где якобы появляются йети, НЛО, привидения, странные существа, где происходят шабаши ведьм и сборища ку-клукс-клановцев. Также считается, что прилегающие к дороге леса являются местом, где убийцами зарыты несколько их жертв.
Клинтон-роуд является регулярным предметом обсуждения в журнале Weird NJ, а однажды этой дороге был посвящён один номер этого журнала полностью.